# Presidente de la República Dominicana
El presidente de la República Dominicana es el jefe del Estado, del Gobierno y líder del poder ejecutivo de la República Dominicana. Es además el cargo político más alto del país.
El artículo CXXVIII de la Constitución encarga al presidente de la «fiel ejecución de la Ley Dominicana» y le confiere el rango de comandante en jefe de las Fuerzas Armadas, la Policía Nacional y todos los cuerpos de seguridad del Estado. Tiene facultad para designar ministros, otorgar indultos, moratorias y el deber del velar por la seguridad nacional y la recaudación e inversión fiel de las rentas nacionales. La constitución también lo sitúa como la cabeza de la política exterior del estado y le otorga la facultad de nombrar a los representantes diplomáticos a recomendación y aprobación del Senado de la República Dominicana. 
El presidente es elegido mediante sufragio universal para un mandato de cuatro años. Desde la Constitución de la República Dominicana de 1966, en su modificación del año 2015, ninguna persona puede ser elegida para el cargo de presidente más de dos veces. En caso de muerte, destitución, dimisión o renuncia de un presidente, el vicepresidente asume la presidencia. A falta de ambos, el Poder Ejecutivo puede organizar un gobierno interino o pasar el control del gobierno a manos del Poder Legislativo.
Hubo 66 personas que asumieron el cargo. El primer presidente fue Pedro Santana que fue investido en noviembre de 1844 por decisión de la Junta Central Gubernativa. El actual presidente es Luis Abinader, surgido de las filas del Partido Revolucionario Moderno e investido el 16 de agosto de 2020.
A partir de la primera década del siglo XXI, la presidencia dominicana ha tomado un rol más participativo a nivel global, estrechando lazos diplomáticos en todo el mundo y sirviendo como mediador en conflictos tan cercanos como el Golpe de Estado de Honduras de 2009 y tan lejanos como el Conflicto árabe-israelí.

## Orígenes
El origen de la Presidencia de la República se remonta hasta la Guerra de Independencia de la República Dominicana cuando la Junta Central Gubernativa (JCG) constituyó la primera forma de gobierno que tuvo el país en condiciones de vida independiente y republicana. 
Las principales actividades, en un momento tan convulso, fueron conducir la guerra frente a la invasión de los haitianos, pues de ella dependía la supervivencia del recién nacido Estado y la aplicación de medidas de urgencia de carácter provisional con el fin de poner a funcionar la maquinaria gubernamental, la recaudación de impuestos, informar a las potencias extranjeras de la existencia del nuevo Estado y extender su dominio sobre el territorio recién liberado. Al principio J.C.G. tuvo que mantener en vigencia las leyes haitianas por un tiempo, ya que de lo contrario no hubieran funcionado los tribunales, la recaudación de impuestos, los municipios, las aduanas y otros organismos indispensables para la marcha normal de la vida institucional de toda sociedad. La J.C.G. gobernó el país por un espacio de 8 meses.
En julio de 1844, el general Pedro Santana, luego de una racha de sucesivas victorias al sur del país, se presentó con su ejército en Santo Domingo y se hizo proclamar Presidente de la Junta Central Gubernativa. En el mes siguiente, Santana deportó a los Padres de la Patria. El 14 de noviembre del mismo año tomó el cargo de primer Presidente de la República Dominicana.

## Atribuciones y facultades del presidente de la República Dominicana

Estadante presidencial (En el mar)

Las facultades y poderes del presidente de la República Dominicana están contenidas en el Título IV, Capítulo I, Sección II de la Constitución de la República Dominicana otorgándole los siguientes Derechos y obligaciones:
En su condición de jefe de Estado le corresponde:
- Presidir los actos solemnes de la Nación.
- Promulgar y hacer publicar las leyes y resoluciones del Congreso Nacional y cuidar de su fiel ejecución. Expedir decretos, reglamentos e instrucciones cuando fuere necesario.

- Nombrar o destituir los integrantes de las jurisdicciones militar y policial.
- Celebrar y firmar tratados o convenciones internacionales y someterlos a la aprobación del Congreso Nacional, sin la cual no tendrán validez ni obligarán a la República.

- Disponer, con arreglo a la ley, cuanto concierna a las Fuerzas Armadas y a la Policía Nacional, mandarlas por sí mismo, o a través del ministerio correspondiente, conservando siempre su mando supremo. Fijar el contingente de las mismas y disponer de ellas para fines del servicio público.

- Tomar las medidas necesarias para proveer y garantizar la legítima defensa de la Nación, en caso de ataque armado actual o inminente por parte de nación extranjera o poderes externos, debiendo informar al Congreso Nacional sobre las disposiciones adoptadas y solicitar la declaratoria de Estado de Defensa si fuere procedente.

- Declarar, si no se encontrare reunido el Congreso Nacional, los estados de excepción de conformidad con las disposiciones previstas en los artículos 262 al 266 de esta Constitución.

- Adoptar las medidas provisionales de policía y seguridad necesarias en caso de violación de las disposiciones del artículo 62, numeral 6 de la Constitución, que perturben o amenacen el orden público, la seguridad del Estado, el funcionamiento regular de los servicios públicos o de utilidad pública, o impidan el desenvolvimiento de las actividades económicas y que no constituyan los hechos previstos en los artículos 262 al 266 de la Constitución.

- Disponer, con arreglo a la ley, todo lo relativo a las zonas aéreas, marítimas, fluviales, terrestres, militares, y policiales en materia de seguridad nacional, con los estudios previos realizados por los ministerios y sus dependencias administrativas.

- Conceder indultos los días 27 de febrero, 16 de agosto y 23 de diciembre de cada año, de conformidad con la ley y las convenciones internacionales.

- Hacer arrestar o expulsar, conforme a la ley, a los extranjeros cuyas actividades fueren o pudieren ser perjudiciales al orden público o la seguridad nacional.

- Prohibir, cuando resulte conveniente al interés público, la entrada de extranjeros al territorio nacional.

En su condición de jefe de Gobierno tiene la facultad de:
- Nombrar los ministros y viceministros y demás funcionarios públicos que ocupen cargos de libre nombramiento o cuya designación no se atribuya a ningún otro organismo del Estado reconocido por esta Constitución o por las leyes, así como aceptarles sus renuncias y removerlos.

- Designar los y las titulares de los órganos y organismos autónomos y descentralizados del Estado, así como aceptarles sus renuncias y removerlos, de conformidad con la ley; c) Cambiar el lugar de su residencia oficial cuando lo juzgue necesario.

- Celebrar contratos, sometiéndolos a la aprobación del Congreso Nacional cuando contengan disposiciones relativas a la afectación de las rentas nacionales, a la enajenación de bienes del Estado, al levantamiento de empréstitos o cuando estipulen exenciones de impuestos en general, de acuerdo con la Constitución. El monto máximo para que dichos contratos y exenciones puedan ser suscritos por el presidente de la República sin aprobación congresual, será de doscientos salarios mínimos del sector público.

- Velar por la buena recaudación y fiel inversión de las rentas nacionales.
- Depositar ante el Congreso Nacional, al iniciarse la primera legislatura ordinaria el 27 de febrero de cada año, las memorias de los ministerios y rendir cuenta de su administración del año anterior.

- Someter al Congreso Nacional, a más tardar el primero de octubre de cada año, el Proyecto de Ley de Presupuesto General del Estado para el año siguiente.

- Como jefe de Estado y de Gobierno le corresponde.
- Designar, con la aprobación del Senado de la República, los embajadores acreditados en el exterior y los jefes de misiones permanentes ante organismos internacionales, así como nombrar los demás miembros del cuerpo diplomático, de conformidad con la Ley de Servicio Exterior, aceptarles sus renuncias y removerlos.

- Dirigir las negociaciones diplomáticas y recibir a los jefes de Estado extranjeros y a sus representantes.

- Conceder o no autorización a los ciudadanos dominicanos para que puedan ejercer cargos o funciones públicas de un gobierno u organizaciones internacionales en territorio dominicano, y para que puedan aceptar y usar condecoraciones y títulos otorgados por gobiernos extranjeros.

- Autorizar o no a los ayuntamientos a enajenar inmuebles y aprobar o no los contratos que hagan, cuando constituyan en garantía inmuebles o rentas municipales.

- Las demás atribuciones previstas en la Constitución y las leyes.

## Requisitos para ser presidente de la República Dominicana
Según la Constitución de la República Dominicana de 1966, en su modificación del año 2015 por el Congreso, el presidente:
- Debe ser dominicano de nacimiento u origen.
- Tener la edad de 30 años o más.
- Estar en pleno ejercicio de sus derechos civiles y políticos.
- No estar activo en el servicio militar y de policía, por lo menos tres años antes de la elección.

## Residencia oficial

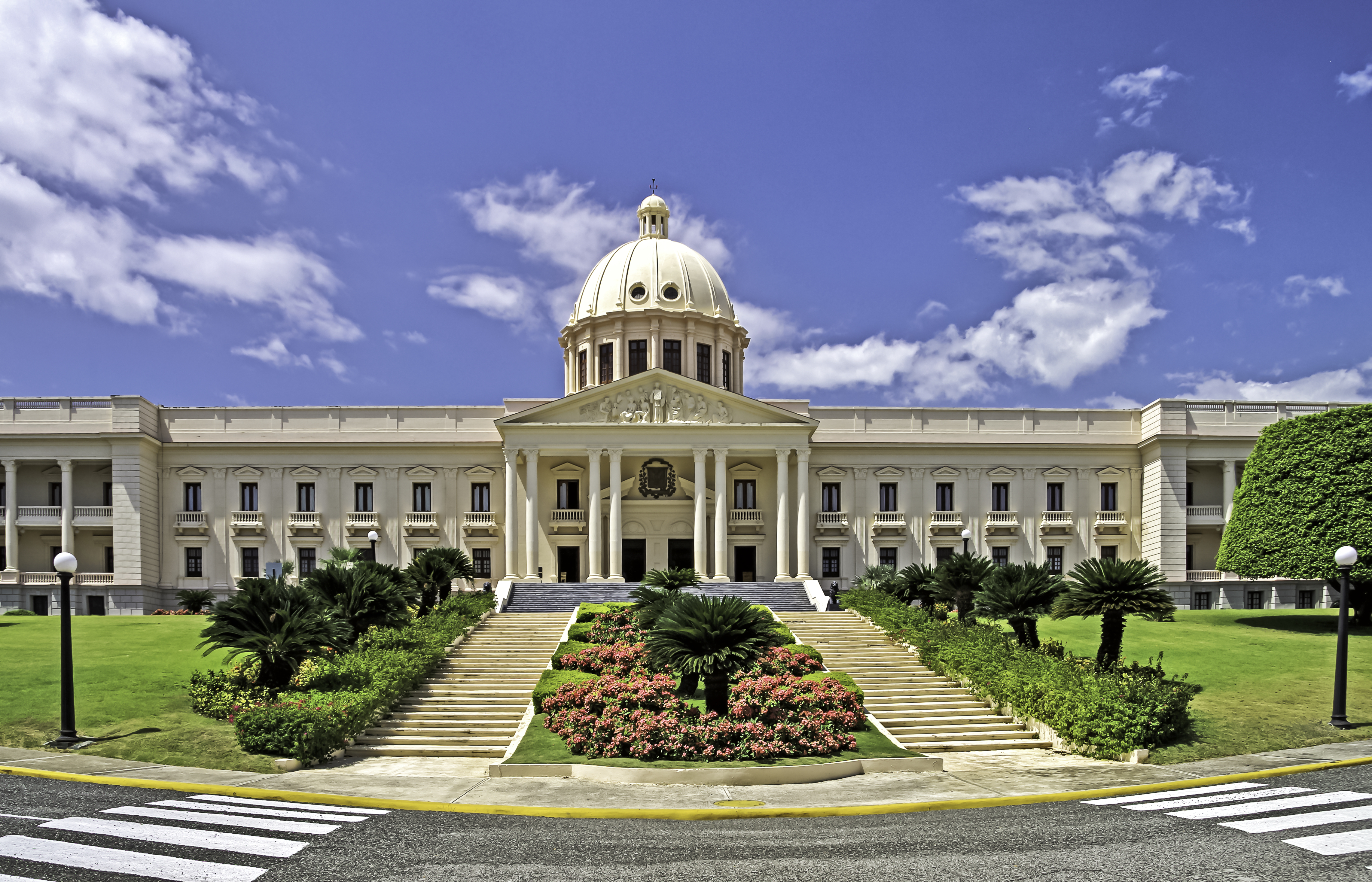
Palacio Nacional

La residencia oficial del presidente de la República es el Palacio Nacional, que es la sede del Gobierno, cuya construcción tuvo inicio el 27 de febrero de 1944, durante la dictadura trujillista, con motivo del primer centenario de la Independencia Nacional.
Anterior a esta época los presidentes dominicanos usaron como residencia diferentes edificios como el Palacio Borgellá, el Palacio Presidencial (hoy Museo de las Casas Reales) y la Mansión Presidencial (antigua Legación Norteamericana) emplazada en la misma ubicación del actual Palacio Nacional.

## Presidentes de la República Dominicana

Expresidentes vivos
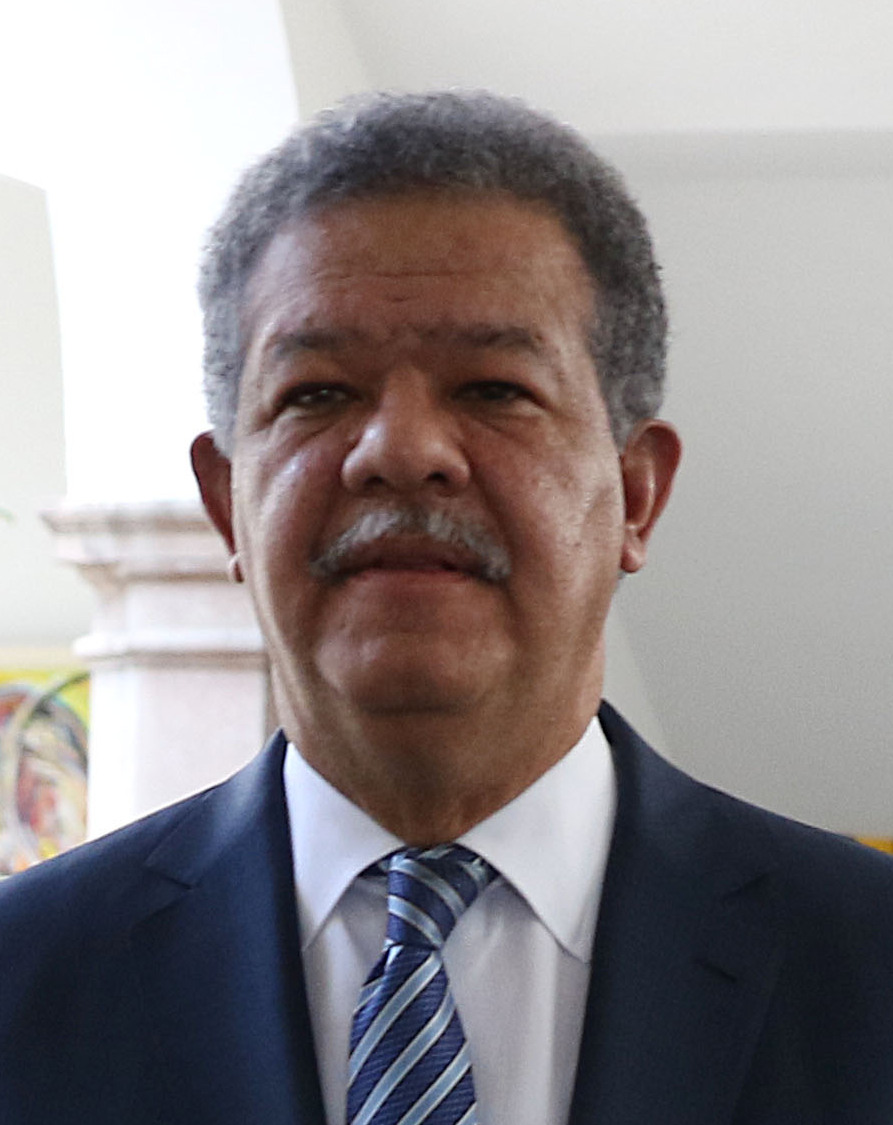
Leonel Fernández 63° (1996-2000) y 65° (2004 - 2012) 26 de diciembre de 1953 (71 años)
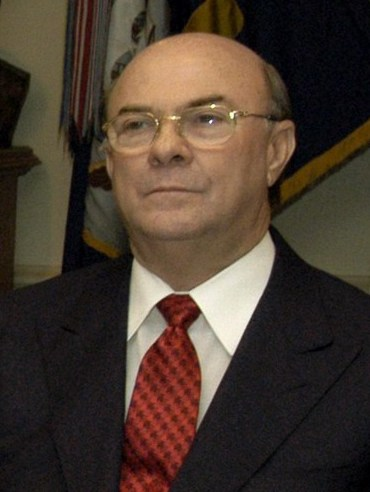
Hipólito Mejía 64° (2000-2004) 22 de febrero de 1941 (84 años)
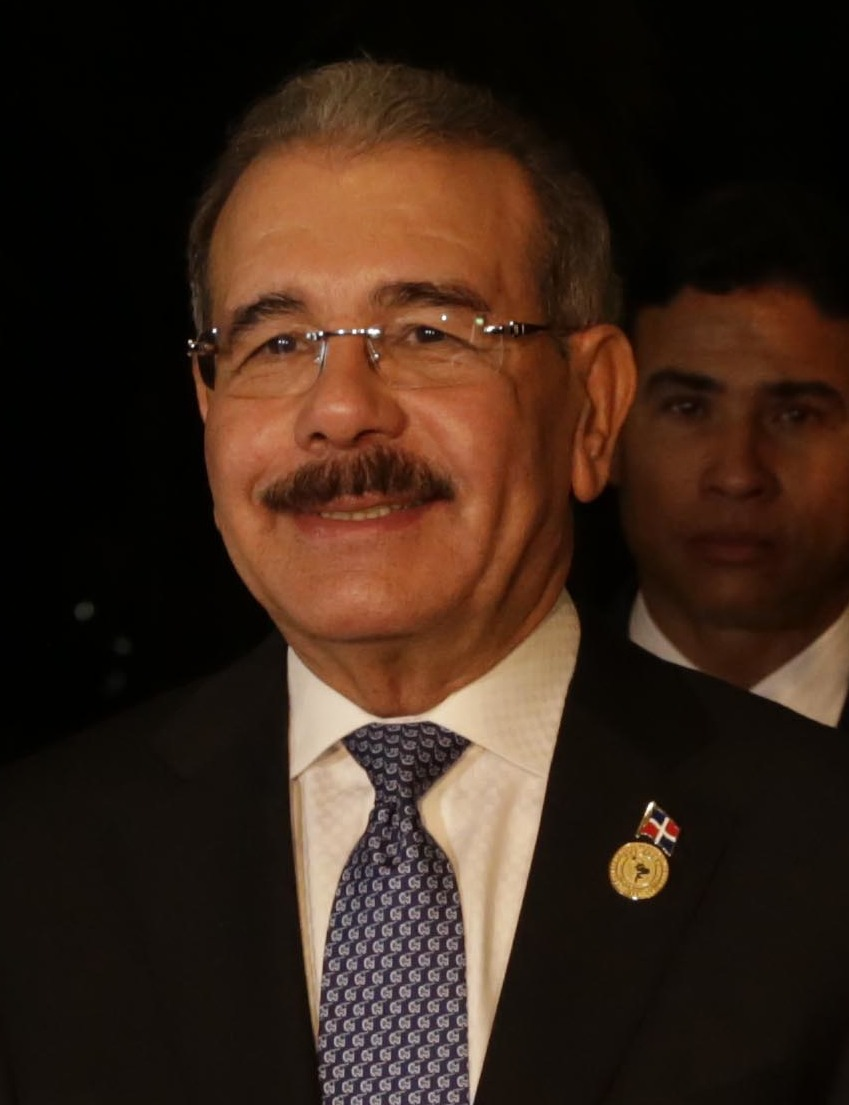
Danilo Medina 66° (2012-2020) 10 de noviembre de 1951 (73 años)